# Okap z Kurtyną
Okap z Kurtyną – jaskinia, a właściwie schronisko, w Dolinie Kościeliskiej w Tatrach Zachodnich. Wejście do niej położone jest w zachodnim zboczu Wąwozu Kraków, w jego górnej części, naprzeciw Żlebu Trzynastu Progów, na wysokości 1323 metrów n.p.m. Jaskinia jest pozioma, a jej długość wynosi 8 metrów.

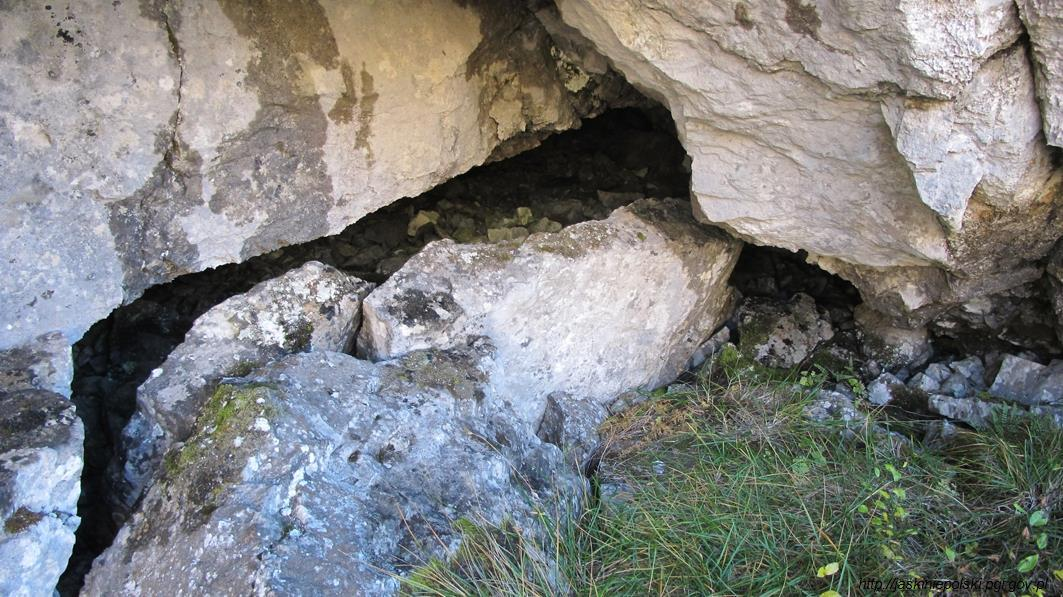
Otwór jaskini

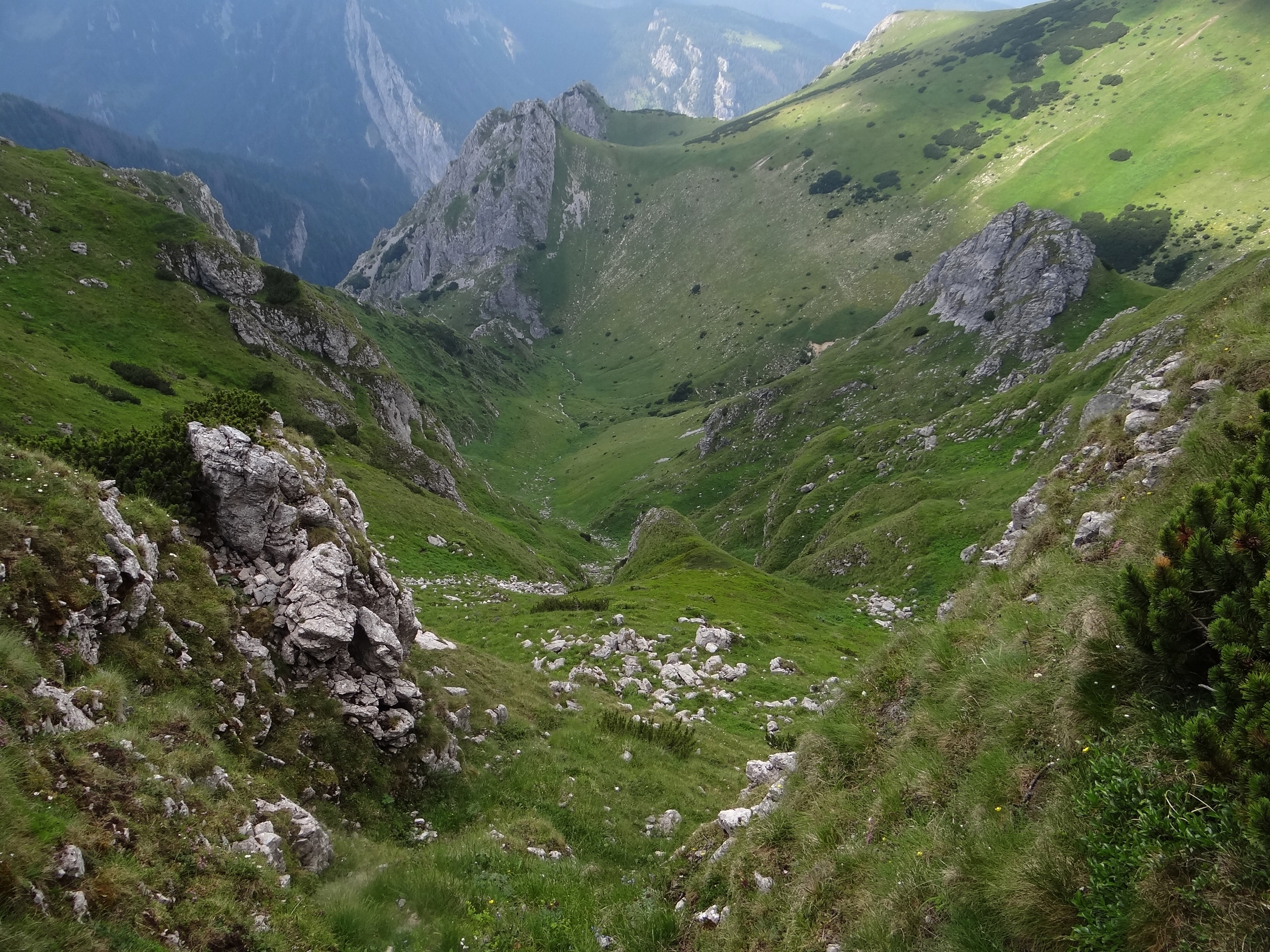
Zadnie Kamienne - górna część Wąwozu Kraków

## Opis jaskini
Jaskinię tworzy niewielka i niska sala, do której można się dostać z półokrągłego, obszernego otworu wejściowego przez leżące za nim duże wanty tworzące jakby kurtynę. Stąd nazwa jaskini.

## Przyroda
W jaskini można spotkać nacieki grzybkowe. Ściany są suche, brak jest na nich roślinności.

## Historia odkryć
Brak jest danych o odkrywcach jaskini. Pierwsi zbadali ją oraz sporządzili plan i opis J. Nowak i J. Ślusarczyk w 2005 roku.